# Lista de membros da Royal Society eleitos em 1789
Esta é uma lista de Membros da Royal Society eleitos em 1789.

## Fellows
1. James Adair (ca. 1743–1798)
2. Abraham Bennet (1749–1799)
3. Claude Berthollet (1748–1822)
4. Johann Elert Bode (1747–1826)
5. Jean-Dominique Cassini, conde de Cassini (1748–1845)
6. Jonathan Davies (1736–1809)
7. Sampson Eardley, Barão Eardley (–1824)
8. Richard Fitzwilliam, 7.º Visconde Fitzwilliam de Meryon (1745–1816)
9. Frederico, Duque de Iorque e Albany (1763–1827)
10. Adrien-Marie Legendre (1752–1833)
11. John Gillies (1747–1836)
12. Samuel Goodenough, Bispo de Carlisle (1743–1827)
13. Henrique, Duque de Cumberland e Strathearn (1745–1790)
14. Ewald Friedrich von Hertzberg (1725–1795)
15. Christian Gottlob Heyne (1729–1812)
16. Edward Jenner (1749–1823)
17. Abraham Gotthelf Kästner (1719–1800)
18. Pierre Simon Laplace (1749–1827)
19. Pierre Méchain (1744–1805)
20. Johann David Michaelis (1717–1791)[2]
21. Robert Morse (1743–1818)
22. George Rogers (–1816)
23. George Kearsley Shaw (1751–1813)
24. Johan Wilcke (1732–1796)
25. Robert Wood